# UmJammer Lammy
UmJammer Lammy (en japonés ウンジャマ・ラミー) es un videojuego musical para PlayStation creado por Masaya Matsuura. Está considerado como un spin-off dentro de la saga PaRappa the Rapper y tiene como protagonista a Lammy, una especie de cordero antropomórfica que toca la guitarra eléctrica.
El juego mantiene la estética de 3D con personajes en 2D, y llegó a tener una versión arcade en colaboración con Namco Bandai Games.

## Argumento
Lammy es una guitarrista que forma parte del conjunto MilkCan con Katy Kat como vocalista y Ma-San como batería. La guitarrista se queda dormida y al despertar se da cuenta de que no le queda tiempo para acudir a actuar en un concierto de su grupo que tenían programado, por lo que tendrá que sortear una serie de obstáculos para poder llegar a tiempo.
Al igual que PaRappa, Lammy tiene su propia coletilla que emplea antes de cada fase: Leave it to Lammy (en español, Dejáselo a Lammy).

## Cómo jugar
Al igual que PaRappa the Rapper, UmJammer Lammy se basa en un sistema de juego similar al Simón. El jugador deberá pulsar los botones que marque la secuencia en el momento adecuado para tocar la guitarra y acompañar al cantante de cada fase.
Existen 4 niveles de aceptación: Cool, Good, Bad y Awful. El nivel se supera cuando se alcanza o mantiene del nivel Good para arriba. Cuando el jugador llega a Cool Lammy podrá improvisar. Si el jugador sigue las pautas correctas superará la prueba en Good, pero para llegar al máximo nivel se premia la improvisación, añadiendo otros elementos que puedan cambiar el ritmo y que encajen en la base musical. Si el jugador queda por debajo de Bad al acabar la canción, pierde y tiene que repetir la canción de nuevo. Si acaba por debajo del Awful antes de tiempo la canción se parará y también se tendrá que volver a comenzar.
UmJammer Lammy incluye un modo de 2 jugadores, tanto en modo cooperación como en modo versus, que deben irse desbloqueando a medida que juguemos con nuestro compañero. El primer jugador tiene que ser obligatoriamente Lammy, mientras que el segundo puede optar por Rammy o PaRappa.
Otras de las novedades son la posibilidad de lograr objetos cuyo efecto puede ayudar a lograr un sonido diferente para la guitarra, o la inclusión del modo vibración en el mando.

## Niveles del juego
El juego cuenta con 7 canciones, una más que PaRappa the Rapper, y con diferentes estilos dentro del género rock. El hilo argumental mantiene la misma estética de situaciones estrambóticas.
- Chop Chop Master Onion: El maestro de karate de PaRappa aparece en este juego sin su dojo, y aparece como vocalista del grupo. Este nivel es introductorio en el juego, al igual que en la primera parte. Lammy toca una guitarra, pero al final de nivel se percata de que realmente está usando una aspiradora y que todo era un sueño.

- Chief Puddle: Lammy se despierta y se da cuenta de que solo tiene 15 minutos para llegar a tiempo. Pero mientras corre hacia el local se topa con un incendio que los bomberos no saben cómo afrontar, por lo que el Jefe de bomberos Puddle (un perro) le da a Lammy una manguera para que colabore, la cual emplea durante el nivel como guitarra. Toca la canción "FIRE FIRE!!"

- Cathy Piller: Tras apagar el fuego, los bomberos lo celebran con una comida en la que Lammy participa. Lammy vuelve a darse cuenta de que va a llegar tarde e intenta correr, pero con una barriga producto de lo comido cae cansada y acaba sin saberlo en una marcha de mujeres embarazadas que se la llevan al hospital creyendo que va a parir. Al ser la única que no dio a luz, la comadrona Cathy Piller (una oruga) le pide su ayuda para cuidar y dormir a todos los recién nacidos. Como guitarra emplea a uno de los bebés. Toca la canción "BABY BABY!!"

- Captain Fussenpepper: Lammy sigue sin tiempo para llegar al concierto, por lo que decide tomar un avión para llegar a tiempo. Sin embargo, pronto descubre que el capitán (un humano) es una persona con doble personalidad que no puede pilotar el avión porque no sabe volar. Lammy deberá ocuparse de ello. Toca la canción "FRIGHT FLIGHT!!"

- Paul Chuck: Lammy consigue llegar a tiempo, pero se ha dejado su guitarra en el avión por lo que necesita conseguir una pronto. Cuando va a la tienda de música su dueño (Paul Chuck, una especie de castor) le informa de que no le quedan, pero al ver que la chica la necesita ambos se van al bosque con motosierras para hacer la nueva guitarra. Lammy usará la motosierra para tocar los acordes durante la canción. Toca la canción "POWER OFF! POWER ON!"

- Teriyaki Yoko: Cuando consigue su nueva guitarra y va corriendo para dar el concierto, Lammy se resbala con una cáscara de plátano de PJ Berri y cae al suelo. Cuando recobra el conocimiento se da cuenta de que ha muerto y está en el infierno. De repente, es requerida como guitarrista de la cantante Teriyaki Yoko, la cual le promete a la protagonista volver a la vida si realiza una buena actuación. Más tarde se descubre que Yoko confunde a Lammy con su verdadera guitarrista, Rammy (similar a Lammy en aspecto, ésta es totalmente en blanco y negro y tiene un peor carácter). La versión americana del videojuego eliminó todas las referencias al infierno y cambió el escenario a una isla tropical, mientras que las versiones japonesa y europea mantienen el argumento original. Toca la canción "TASTE OF TERIYAKI"

- MilkCan en concierto: Lammy consigue volver a la vida a través de una máquina del tiempo y consigue llegar al concierto. El grupo actúa unido, con la canción "Got to move".

Una vez superado el juego con Lammy, podremos completarlo con PaRappa. La línea argumental gira en torno al oso PJ Berri y él, superando los mismos niveles pero con unas canciones adaptadas a la música rap y un argumento diferente.

## Versión arcade
La compañía NaNa On-Sha firmó un acuerdo de colaboración con Namco Bandai Games para lanzar a los salones recreativos de Japón una máquina con el videojuego, bajo el título UmJammer Lammy NOW!. Este tendría un argumento similar aunque con variaciones en las canciones, y contaba como principal atractivo con un periférico en forma de guitarra para tocar las canciones, de forma similar a otros juegos como Guitar Freaks. La máquina no salió del mercado japonés.

## Repercusión
El juego tuvo 3 discos de bandas sonoras: uno con la música original, otro con remezclas de las canciones llamado "I scream!" y un tercero con las canciones interpretadas por el grupo MilkCan, con Michele Burks interpretando a Katy Kat. Los tres álbumes salieron en 1999.
La guitarra de Lammy se comercializó como merchandising en Japón junto a otros productos.